# Jovana Jakšić
Jovana Jakšić (serbio cirílico: Јована Јакшић; nació el 30 de septiembre de 1993 en Belgrado) es una jugadora profesional de tenis de Serbia. 
Jakšić ha ganado 14 títulos individuales en el tour de la ITF en su carrera. El 12 de mayo de 2014, alcanzó sus mejor ranking, el puesto 102. El 26 de mayo de 2014, que alcanzó el puesto número 610 del mundo en el ranking de dobles. 
En 2013, Jakšić debutó en el tour de la WTA, clasificando para el cuadro principal del Abierto de Monterrey, derrotó a Vera Dushevina en la primera ronda, perdió en la segunda ronda ante María Kirilenko en tres sets.

## Títulos WTA (0; 0+0)

### Individuales (0)
| Leyenda                    |
| Grand Slam (0)             |
| WTA Tour Championships (0) |
| Premier Mandatory (0)      |
| Premier 5 (0)              |
| Premier (0)                |
| International (0)          |

#### Finalista en individuales (1)
| n.º | Fecha              | Torneo    | Superficie | Oponente en la final | Resultado |
| --- | ------------------ | --------- | ---------- | -------------------- | --------- |
| 1.  | 6 de abril de 2014 | Monterrey | Dura       | Ana Ivanović         | 2-6, 1-6  |

## Títulos ITF (14; 14+0)

### Individuales

#### Títulos (14)
| Torneos de $100,000 |
| Torneos de $75,000  |
| Torneos de $50,000  |
| Torneos de $25,000  |
| Torneos de $15,000  |
| Torneos de $10,000  |

| Resultado   | N.º | Fecha                    | Torneo                   | Superficie | Oponentes           | Resultado            |
| ----------- | --- | ------------------------ | ------------------------ | ---------- | ------------------- | -------------------- |
| Campeona    | 1.  | 4 de julio de 2011       | Prokuplje 2, Serbia      | Arcilla    | Zsófia Susanyi      | 6-2, 6-3             |
| Subcampeona | 1.  | 22 de agosto de 2011     | Vinkovci, Croacia        | Arcilla    | Indire Akiki        | 6-3, 0-6, 2-6        |
| Subcampeona | 2.  | 26 de septiembre de 2011 | Plovdiv, Bulgaria        | Arcilla    | Dinah Pfizenmaier   | 4-6, 4-6             |
| Subcampeona | 3.  | 3 de octubre de 2011     | Pirot, Serbia            | Arcilla    | Natalija Kostić     | 3-6, 3-6             |
| Campeona    | 2.  | 31 de octubre de 2011    | Antalya, Turquía         | Arcilla    | Ganna Poznikhirenko | 6-4, 6-2             |
| Campeona    | 3.  | 12 de marzo de 2012      | Mumbai, India            | Dura       | Keren Shlomo        | 6-3, 7-6(7-5)        |
| Campeona    | 4.  | 24 de septiembre de 2012 | Antalya, Turquía         | Arcilla    | Zuzana Zálabská     | 7-5, 7-5             |
| Campeona    | 5.  | 8 de octubre de 2012     | Antalya, Turquía         | Arcilla    | Lena-Marie Hofmann  | 6-2, 6-3             |
| Campeona    | 6.  | 29 de octubre de 2012    | Antalya, Turquía         | Arcilla    | Ganna Poznikhirenko | 6-2, 7-6(7-3)        |
| Campeona    | 7.  | 5 de noviembre de 2012   | Antalya, Turquía         | Arcilla    | Ana Konjuh          | 6-3, 6-1             |
| Campeona    | 8.  | 19 de noviembre de 2012  | Antalya, Turquía         | Arcilla    | Laura-Ioana Andrei  | 6-2, 6-0             |
| Campeona    | 9.  | 11 de febrero de 2013    | Antalya, Turquía         | Arcilla    | Jasmina Tinjić      | 5-2, ret.            |
| Campeona    | 10. | 18 de febrero de 2013    | Antalya, Turquía         | Arcilla    | Ioana Ducu          | 6-2, 7-5             |
| Subcampeona | 4.  | 25 de febrero de 2013    | Antalya, Turquía         | Arcilla    | Raluca Olaru        | 3-6, 5-7             |
| Campeona    | 11. | 8 de abril de 2013       | Poza Rica, México        | Dura       | Julia Cohen         | 2-6, 6-3, 6-4        |
| Campeona    | 12. | 13 de mayo de 2013       | Balikpapan, Indonesia    | Dura       | Yang Zi             | 6-3, 6-2             |
| Campeona    | 13. | 20 de mayo de 2013       | Tarakan, Indonesia       | Dura (i)   | Li Ting             | 6-3, 6-2             |
| Subcampeona | 5.  | 22 de julio de 2013      | Wrexham, Reino Unido     | Dura       | Diāna Marcinkēviča  | 7-5, 5-7, 2-6        |
| Campeona    | 14. | 17 de febrero de 2014    | Surprise, Estados Unidos | Dura       | Tamira Paszek       | 4-6, 7-6(15-13), 7-5 |
| Subcampeona | 6.  | 28 de abril de 2014      | Anning, China            | Arcilla    | Zheng Saisai        | 2-6, 3-6             |
| Subcampeona | 7.  | 20 de octubre de 2014    | Saguenay, Canadá         | Dura (i)   | Julie Coin          | 5-7, 3-6             |
| Campeona    | 15. | 19 de octubre de 2015    | Saguenay, Canadá         | Dura (i)   | Amra Sadiković      | 6–3, 6–7(5-7), 6–1   |
| Subcampeona | 8.  | 1 de noviembre de 2015   | Toronto, Canadá          | Dura (i)   | Tatjana Maria       | 3-6, 2-6             |